# Niedorp
Niedorp (uitspraakⓘ) is een voormalige gemeente in de westelijke regio van West-Friesland in de Nederlandse provincie Noord-Holland. De gemeente telde 12.298 inwoners (1 april 2011, bron: CBS) en had een oppervlakte van 65,54 km² (waarvan 1,43 km² water).
De plaatsen Kolhorn en Barsingerhorn zijn beschermde dorpsgezichten.
De gemeente ontstond in 1970 als een fusie van de toenmalige gemeenten Nieuwe Niedorp, Oude Niedorp en Winkel. De gemeente is op 1 januari 2012 gefuseerd met de gemeenten Anna Paulowna, Wieringen en Wieringermeer tot de gemeente Hollands Kroon.

## Plaatsen binnen de voormalige gemeente
Dorpen/Gehuchten:
- 't Veld
- Barsingerhorn
- De Strook
- Haringhuizen
- Kolhorn
- Kreil (gedeeltelijk)
- Lutjewinkel
- Nieuwe Niedorp (gemeentehuis)
- Oude Niedorp
- Moerbeek (Morrebok)
- Terdiek
- Tolke (kleindeel)
- Verlaat (gedeeltelijk)
- Winkel
- Zijdewind

Buurtschappen:
- Blokhuizen
- De Bomen
- De Kampen
- De Leijen
- De Weel (gedeeltelijk)
- De Weere
- Emaus
- Groetpolder
- Hogebieren
- Langereis (gedeeltelijk)
- Lutjekolhorn
- Mientbrug
- Poolland (gedeeltelijk)
- Tin
- Vennik (gedeeltelijk)
- Wateringskant

## Plaatsen rondom Niedorp
| Aangrenzende gemeenten | Aangrenzende gemeenten | Aangrenzende gemeenten | Aangrenzende gemeenten | Aangrenzende gemeenten |
| ---------------------- | ---------------------- | ---------------------- | ---------------------- | ---------------------- |
|                        |                        | Anna Paulowna          |                        | Wieringermeer          |
|                        |                        |                        |                        |                        |
| Schagen                | Opmeer                 |                        |                        |                        |
|                        |                        |                        |                        |                        |
| Harenkarspel           |                        | Heerhugowaard          |                        |                        |

## Zetelverdeling gemeenteraad
De gemeenteraad van Niedorp bestond uit 15 zetels. Hieronder staat de samenstelling van de gemeenteraad sinds 1998:
| Partij            | 1998 | 2002 | 2006 | 2010 |
| Democratie Anders | -    | -    | -    | 6    |
| PvdA              | 5    | 4    | 5    | 3    |
| VVD               | 3    | 5    | 4    | 3    |
| CDA               | 3    | 3    | 3    | 2    |
| Algemeen Belang   | 3    | 3    | 3    | 1    |
| D66               | 1    | -    | -    | -    |
| Totaal            | 15   | 15   | 15   | 15   |